# 練馬郵便局
練馬郵便局（ねりまゆうびんきょく）は東京都練馬区にある郵便局。民営化前の分類では集配普通郵便局であった。

## 概要
住所：〒176-8799 東京都練馬区豊玉北6-4-2

### 併設施設
- ゆうちょ銀行練馬店（本店練馬出張所）：取扱店番号011790

### 分室
分室はなし。過去に存在した分室は以下のとおり。
- 保険分室 - 1950年（昭和25年）に廃止。
- 田柄分室 - 1967年（昭和42年）に廃止。
- 自衛隊内分室 - 予備隊内分室として開設。1964年（昭和39年）に廃止。

## 沿革
- 1874年（明治7年） - 北豊島郡下練馬村に郵便局が既に存在した[1]が1888年（明治21年）11月15日に廃止[2][3]。
- 1905年（明治38年）4月1日 - 練馬郵便局（三等）として下練馬村（現在の北町）に開設[3]。
- 1921年（大正10年）12月16日 - 練馬駅前郵便局（無集配三等局）として練馬駅前に開局[4]。
- 1924年（大正13年）11月16日 - 練馬郵便局が、下練馬郵便局に改称し、集配を廃止する[5]。練馬駅前郵便局が、練馬郵便局（集配局）に改称し[4]、旧・練馬郵便局が担当していた下練馬村、赤塚村、中新井村および上練馬村の集配を担当する[5]。
- 1925年（大正14年）12月1日 - 局舎改築[4]。
- 1926年（大正15年）
  - 4月26日 - 電信事務を開始[6]。
  - 5月6日 - 電話通話事務を開始[7]。
  - 10月6日 - 電話交換業務を開始[8]。
- 1937年（昭和12年）11月1日 - 二等局に昇格。郵便分室を設置[4]。
- 1941年（昭和16年）4月1日 - 保険分室を設置[4]。
- 1948年（昭和23年）9月16日 - 郵便区変更（江古田町、小竹町の管轄が板橋郵便局から本局へ移る）[4]。
- 1949年（昭和24年）
  - 3月26日 - 練馬区田柄町一丁目（グラントハイツ内）に田柄分室を設置[9]。
  - 6月1日 - 郵政省発足に伴い、普通郵便局となる[4]。
- 1950年（昭和25年）
  - 10月28日 - 保険分室を廃止[10]。

- - 10月29日 - 練馬区練馬南町五丁目から現在地に移転。
- 1951年（昭和26年）
  - 3月20日-5月31日 - 東京こどもフェア記念の通信日附印を使用する[11]。
  - 9月15日-11月30日 - ユネスコ子供博覧会記念の通信日附印を使用する[12]。
- 1952年（昭和27年）
  - 5月24日-31日 - 平和條約発効記念国際少年少女親善交歓会の小型記念通信日附印を使用する[13]。
  - 10月1日 - 練馬区北町二丁目（練馬駐屯地内）に予備隊内分室を設置[14]。
  - 11月1日 - 予備隊内分室を保安隊内分室に改称[15]。
- 1954年（昭和29年）7月16日 - 保安隊内分室を自衛隊内分室に改称[16]。
- 1956年（昭和31年）12月1日 - 電話通話事務の取扱を開始[17]。
- 1957年（昭和32年）2月25日 - 和文電報受付事務の取扱を開始。
- 1958年（昭和33年）
  - 4月1日 - 田柄分室および自衛隊内分室において、電話通話および和文電報受付事務の取扱を開始[18]。
  - 10月10日 - 練馬電報局の受付に係る電信為替の事務を引き継ぐ[19]。
- 1960年（昭和35年）10月1日 - 局舎新築のために仮局舎を設置[4]。
- 1962年（昭和37年）
  - 3月15日-20日 - 局舎新築落成記念切手展の小型記念通信日附印を使用する[20]。
  - 3月18日 - 局舎新築落成[4]。
- 1964年（昭和39年）4月1日 - 自衛隊内分室を廃止し、当局を業務引継局とする[21]。
- 1967年（昭和42年）2月16日 - 田柄分室を廃止し、練馬田柄一郵便局を業務引継局とする[22]。
- 1968年（昭和43年）2月25日 - 練馬電報電話局の受付に係る電信為替の事務を取りやめる[23]。
- 1970年（昭和45年）9月12日 - 局舎増改築のため仮局舎設置[4]。
- 1972年（昭和47年）4月1日 - 局舎落成移転[4]。
- 1976年（昭和51年）8月15日 - 練馬大根碑、練馬白山神社の大ケヤキなどの図案を用いた風景入通信日付印の使用を開始[24]。
- 1977年（昭和52年）
  - 7月1日 - 郵便区変更（土支田町の管轄が石神井郵便局から本局へ移る）[4]。
  - 9月13日 - 簡易生命保険端末機を設置する[25]。
- 1991年（平成3年）9月14日 - 桜台駅前出張所を置き、郵便貯金ATMによる事務を行う[26]。
- 1994年（平成6年）7月1日 - 外国通貨の両替及び旅行小切手の売買に関する業務を取り扱う[27]。
- 1995年（平成7年）9月18日 - 練馬区役所内出張所を置き、郵便貯金ATMによる事務を行う[28]。
- 1999年（平成11年）7月22日 - 江古田駅内出張所を置き、郵便貯金ATMによる事務を行う[29]。
- 2007年（平成19年）10月1日 - 民営化に伴い、併設された郵便事業練馬支店、ゆうちょ銀行練馬店に一部業務を移管。
- 2012年（平成24年）10月1日 - 日本郵便株式会社発足に伴い、郵便事業練馬支店を練馬郵便局に統合。
- 2016年（平成28年）2月15日 - ゆうゆう窓口の24時間営業を廃止。

## 取扱内容

### 練馬郵便局
- 郵便、印紙、ゆうパック、内容証明
- 生命保険、バイク自賠責保険、自動車保険
- 練馬区内の一部地域（〒176-xxxx）の集配業務
- ゆうゆう窓口

### ゆうちょ銀行練馬店
- 貯金、貸付、為替、振替、振込、国際送金、外貨両替、国債、投資信託、変額年金保険、スルガ銀行の個人ローンの申込
- ATM

## 周辺
- 練馬区役所
- 練馬警察署
- 練馬消防署
- 練馬図書館

## アクセス
- 練馬駅から徒歩約8分
- 都営バス 練馬区役所前停留所または国際興業バス・関東バス 練馬区役所停留所下車
- 駐車場なし